# Hobbes Dino Cecchini
Hobbes Dino Cecchini (Lucca, 10 maggio 1906 – Alghero, 23 giugno 1986) è stato un commediografo, giornalista e regista italiano.

## Biografia
Fu giornalista e commediografo; un suo testo teatrale, scritto in collaborazione con Alessandro De Stefani, Il medico e la pazza (1930) venne messo in scena nell'immediato dopoguerra dalla compagnia di Peppino De Filippo. Scrisse anche diverse commedie in dialetto veneto come Dottor... la buscia!. In ambito cinematografico operò soltanto in un triennio, dal 1943 al 1945; dopo aver fatto l'assistente alla regia di Giacomo Gentilomo per Cortocircuito fu uno dei protagonisti del cinema girato a Venezia nel periodo della Repubblica Sociale Italiana: scrisse alcune sceneggiature e diresse due film, il primo dei quali, Fiori d'arancio (1944) considerato come tanti altri disperso, sessant'anni dopo la sua realizzazione è stato trasmesso in televisione, nel settembre del 2011. Il secondo film, Vi saluto dall'altro mondo sicuramente terminato, non venne mai presentato in pubblico. Nel dopoguerra collaborò nel 1949 alla sceneggiatura di Al diavolo la celebrità diretto da Steno e da Mario Monicelli. Muore ad Alghero, in Sardegna, all'età di 80 anni. 
Secondo il ricercatore e storico del cinema Roberto Poppi il termine Hobbes è in realtà il primo nome del regista e non la prima parte del cognome come da sempre ritenuto, come risulta dal certificato anagrafico originale.

## Filmografia

### Regista
- Fiori d'arancio (1944) anche sceneggiatura
- Vi saluto dall'altro mondo (1945) anche sceneggiatura

### Altre mansioni
- Cortocircuito di Giacomo Gentilomo (1943) assistente regista e soggetto
- In cerca di felicità di Giacomo Gentilomo (1943) soggetto e sceneggiatura
- Rosalba di Max Calandri e Ferruccio Cerio (1944) sceneggiatura
- Peccatori di Flavio Calzavara (1945) sceneggiatura
- Al diavolo la celebrità di Steno e Mario Monicelli (1949) sceneggiatura